# CPシステム
CPシステム（シーピーシステム）またはカプコン・CPシステム（カプコン・シーピーシステム）とは、1988年に『ロストワールド』とともに出荷されたカプコン開発のアーケードゲーム用基板である。対戦型格闘ゲームを代表するタイトルの『ストリートファイターII』の世界的な大ヒットでこの基板が使用されていたことからも広く普及した。後に登場する後継機のCPシステムIIと区別するためCPシステムIあるいはCPS-1と呼称されることがある。CPSとは「カプコンシステム」の略称であり、当時カプコンの代表取締役社長の辻本憲三（現 株式会社カプコン代表取締役会長CEO）の命名によるものである。ただし、後述するCPSチェンジャーの外箱には「カプコン・パワー・システム・チェンジャー」と記載されている。
このシステムのゲームは、多くの種類の海賊版が作成され、とりわけ『ストリートファイターII'』では多く作成された。この海賊版は日本国内でも少数見られたが、海外では正規版よりも多く設置されている店舗もしばしばみられたようである。この問題はCPシステムIIの登場で解消された。
部品調達難に伴い、2015年3月31日を以って修理サポートが終了した。

## CPシステムの概要
CPシステムの特徴
当時リリースされていたシステムボードは、搭載するゲームソフトの交換の際、オペレーター側でゲームソフトウェアを記録したROM ICキットを基板上に用意されたICソケットに挿入して使用する。これに対しCPシステムは、新規タイトルを購入する際に旧タイトルを定額で下取り、またはシステムボード全体をカプコンのサービス部門へ送付し、ソフトウェアの交換依頼を発注する方法を取る。これは当時大容量のROMが高額であり、割高だが消去可能でリサイクル可能なUV-EPROMを大量に搭載することで、最初の導入コストは高いものの、新ソフトに更新する際の費用・原価を抑えることを狙いとしていた。ただし『ストリートファイターII』で大量に基板が生産されてからは下取制度は徐々に終了し、後期は単体基板の販売のみとなっている。
なお、ユーザー側でEP-ROMを複製するだけでは動作しないよう、ゲームごとに異なるセキュリティ基板なども更新することで、デッドコピー（海賊版）の登場を抑止している。
縦長アスペクト比のピクセルにより構築される画面仕様
アーケードゲーム機は現在でもブラウン管を縦にした状態で使用することがあるが、CPシステムは家庭用ゲーム機に移植する際を考慮したらしく、横画面で使われることが多かった。実際、縦画面で使用されるソフトは3本のみである。人間の眼球は横に並んでいることもあり、画面の横方向の情報をより多く認識できる。そこで他社のゲーム基板よりも横方向の画面情報を表示するため、X方向へのピクセル数が多くなるように設計された。この仕様はCPシステムIIにも継承されている。

## CPシステムの種類
CPシステムは大きく分けて3種類リリースされた。
CPシステム（システムボード版）
最も多く生産され、広く使われた。上述の通り、カプコンのサービスにて動作させるゲームソフトを変更可能。「CPシステム」とはほとんどの場合これを指す。
後期の基板ではメインCPUの動作速度が10MHzから12MHzに変更され、DIPスイッチなどの部品レイアウトも多少変更された。判別のため基板のコネクタ部分にCPシステム［DASH］とシールが貼られている。
『VARTH』と『アドベンチャークイズ カプコンワールド2』のみプラスチックパッケージに収められている。
CPシステム（Qサウンド版）
ケースにはCPシステム［DASH］と記載があるが、前述の通り12MHz版を意味している可能性もあり正式名称は不明。メインCPUは12MHz。CPシステムIIの発売と前後してリリース。システムボード版と違い動作させるゲームソフトの変更は不可能。音楽演奏および音声再生部はCPシステムIIと同じQサウンドチップセットに変更され、基板の大部分がプラスチックパッケージに収められている。
CPSチェンジャー
一般家庭向けに通信販売された。CPシステム（Qサウンド版）と同じく基板全体がプラスチックパッケージに収められたゲーム基板部、「CPSチェンジャー」と呼ばれる各種インターフェース部、専用ACアダプターにより構成されている。ゲーム基板部は営業使用できず、家庭向け機器として仕様が変更されている。一部CPシステムII向けゲームソフトも移植された。当時ROMカートリッジをメディアとして使用するネオジオを除く家庭向けゲーム機ではハードスペックの違いにより、キャラクターのアニメパターンや画面演出などを細部にいたるまで完全再現することが困難だったが、基本仕様が業務用アーケード基板そのもののCPSチェンジャーでは当然可能だった。しかしリリースされた対応ゲームソフトの少なさと高すぎる定価での販売、および前述の問題点2つが絡み合っての悪循環が起こった上に、当時次世代機と呼ばれたPlayStationとセガサターンの登場により市場価値が著しく減少してしまい、出荷数も少ないまま早々にカプコンはこの商品の発売を中止した。宣伝も一部雑誌での小さな広告や、顧客へのダイレクトメールのみという小規模なものであった。
カプコン発売のスーパーファミコン（付属のケーブルでファミコンにも対応）用ジョイスティック「カプコン・パワー・スティック・ファイター（CPSファイター）」の在庫処分も目的の一つだったようで、セット販売も行われた。そのためスーパーファミコン用のコントローラが使用できる。このコンバータ部はスーパーファミコンのコネクタをJAMMA端子にコンバートする仕組みなので、基板の物理的形状がコンバータに刺さりさえすればJAMMA仕様のアーケード基板でスーパーファミコンのコントローラを使える。
価格は初回販売時に『ストリートファイターII’』とセットで34,800円、さらにCPSファイターをセットにしたものが39,800円で、当初はこのセットでの販売しかしていなかった。ソフトは統一価格で1本20,000円、2本で38,000円、3本で55,000円。
当初はCPシステム（CPS-1）用ソフトの移植が主だったが、CPシステムII（CPS-2）用の『ストリートファイターZERO』も、当時CPシステムを在庫として社内の倉庫に抱えていたため、CPシステムの再利用販売を目的に共通基板であるCPSチェンジャー専用の目玉ソフトとして発売している。
仕様としては映像出力がS端子とコンボジット、音声出力はモノラルのみ、コントローラ端子はスーパーファミコンと同仕様なのでスーパーファミコン用のコントローラーが使用可能。
岡本吉起によると、本来5万枚に上るCPシステム（CPS-1）基板の倉庫在庫を一掃する目的でCPシステム用で『ストリートファイターZERO』を開発したが、予想以上に出来がよかったため販売直前になって急遽CPシステムII用にコンバートして発売することになり、CPシステム基板は『ストリートファイターZERO』の売り上げで廃棄処分する予定となった。しかし諸事情により廃棄されなかったため、残ったCPシステムを少しでも現金化するために企画されたものとされる。状態のいい基板を選んで製品に当てたため出荷できたのは1万枚程度だったと語っている。

## 『ストリートファイターII』のリリース
CPシステム初期の各タイトルは、同時期のゲームと比較してグラフィックもゲーム内容も高水準であった。この点のみでも評価できるが、ゲーム自体は従来のアーケードゲームの延長上にあったといえる。CPシステムの真の功績は、この基板で『ストリートファイターII』が開発されたという点にあるだろう。この頃のアーケードゲームは（例外は多々あるが）基本的に一人プレーであり、対戦相手をコンピュータとして、面クリアーやハイスコアの獲得を目的としていた。対戦型格闘ゲーム『ストリートファイターII』の登場により、この構図が人 対 コンピュータから人 対 人（対人戦）へと変化する。

## 仕様
- メインCPU：モトローラ 68000 @ 10MHz / 12MHz (DASH以降)
- サウンドCPU：ZiLOG Z80 @ 4MHz
- サウンドチップ（システムボード版 / CPSチェンジャー版）：ヤマハ YM2151 @ 3.57958MHz+沖電気 MSM6295 @ 7.576kHz
- サウンドチップ（Qサウンド（英語版）版）：Qサウンド @ 4MHz
- 最大色数：4,096色（12ビットRGB）
- タイル当たりの色数：16色（ピクセル当たり4ビット）
- スクロール面：3
- スクロール機能：水平・垂直方向、ラインスクロール
- 解像度：384×224

## 作品リスト
特に注記が無ければ販売・開発共にカプコン。
| 日本版リリース時期 | タイトル                                | タイトル                                            | 備考 | 出典               |
| 日本版リリース時期 | 日本版                                  | 海外版                                              | 備考 | 出典               |
| ------------------ | --------------------------------------- | --------------------------------------------------- | --- | ------------------ |
| 1988年7月29日      | ロストワールド                          | Forgotten Worlds                                    | 国内家庭用移植版は海外版のタイトルを流用 | [ 6 ]              |
| 1988年12月14日     | 大魔界村                                | Ghouls 'n Ghosts                                    | | [ 6 ]              |
| 1989年3月7日       | ストライダー飛竜                        | Strider                                             | 初期版はBGMが切り替わらないという不具合があり、のちに修正版が出た | [ 6 ] [ 7 ]        |
| 1989年4月19日      | 天地を喰らう                            | Dynasty Wars                                        | 同名漫画のゲーム化 | [ 6 ]              |
| 1989年6月15日      | ウィロー                                | Willow                                              | 同名映画のゲーム化 | [ 6 ] [ 8 ]        |
| 1989年8月25日      | エリア88                                | U.N. Squadron                                       | | [ 6 ]              |
| 1989年12月14日     | ファイナルファイト                      | Final Fight                                         | 当初は「ストリートファイター'89」という題名で、『ストリートファイター』（1987年稼働）の続編となる予定だったが、ゲーム性が大幅に異なることから別作品として売り出された | [ 6 ] [ 9 ] [ 10 ] |
| 1990年2月23日      | 1941                                    | 1941: Counter Attack                                | 『19』シリーズ第3弾 縦画面 | [ 6 ] [ 11 ]       |
| 1990年4月26日      | 戦場の狼II                              | Mercs                                               | | [ 6 ] [ 12 ]       |
| 1990年6月28日      | チキチキボーイズ                        | Mega Twins                                          | | [ 6 ] [ 13 ]       |
| 1990年7月30日      | マジックソード                          | Magic Sword: Heroic Fantasy                         | | [ 6 ] [ 14 ]       |
| 1990年10月25日     | U.S.NAVY                                | Carrier Air Wing                                    | | [ 6 ] [ 15 ]       |
| 1990年12月12日     | ニモ                                    | Nemo                                                | アニメ映画『リトル・ニモ』のゲーム化 | [ 6 ] [ 16 ]       |
| 1991年3月7日       | ストリートファイターII                  | Street Fighter II: The World Warrior                | | [ 6 ]              |
| 1991年7月10日      | ワンダー3                               | Three Wonders                                       | | [ 6 ]              |
| 1991年9月          | ザ・キングオブドラゴンズ                | The King of Dragons                                 | | [ 17 ]             |
| 1991年11月         | キャプテンコマンドー                    | Captain Commando                                    | | [ 18 ] [ 20 ]      |
| 1992年1月          | ナイツ オブ ザ ラウンド                 | Knights of the Round                                | | [ 21 ]             |
| 1992年4月          | ストリートファイターIIダッシュ          | Street Fighter II': Champion Edition                | 『ストリートファイターII』のバージョンアップ版 | [ 22 ]             |
| 1992年7月          | バース -オペレーションサンダーストーム- | Varth: Operation Thunderstorm                       | 縦画面 |                    |
| 1992年9月          | アドベンチャークイズカプコンワールド2   | Capcom World 2: Adventure Quiz                      | |                    |
| 1992年11月         | 天地を喰らうII 赤壁の戦い               | Warriors of Fate（米国版など） 三國誌II（アジア版） | Qサウンド版 |                    |
| 1992年12月         | ストリートファイターIIダッシュターボ    | Street Fighter II' Turbo: Hyper Fighting            | 『ストリートファイターII'』の強化版 | [ 23 ]             |
| 1993年4月          | キャディラックス 恐竜新世紀             | Cadillacs and Dinosaurs                             | 漫画『キャディラックス』のゲーム化 Qサウンド採用第2弾 |                    |
| 1993年5月          | パニッシャー                            | The Punisher                                        | | [ 24 ]             |
| 1993年7月          | マッスルボマー                          | Saturday Night Slam Masters                         | |                    |
| 1993年12月         | マッスルボマーDUO                       | Muscle Bomber Duo: Ultimate Team Battle             | |                    |
| 1994年6月          | ぷにっきぃず                            | Pnickies                                            | 共同開発：コンパイル | [ 25 ]             |
| 1994年9月          | クイズ&ドラゴンズ                       | Quiz & Dragons: Capcom Quiz Game                    | 米国版は1992年リリース |                    |
| 1995年1月          | クイズ 殿様の野望2 全国版               | Quiz Tonosama no Yabō 2: Zenkoku-ban                | |                    |
| 1995年6月          | PANG!3 怪盗たちの華麗な午後             | Pang 3                                              | 販売・開発：ミッチェル |                    |
| 1995年10月         | ロックマン・ザ・パワーバトル            | Mega Man: The Power Battle                          | |                    |

その他、カプコンが自社でリリースしたキッズ系メダルゲーム『がんばれ!マリン君』や乗り物筐体『ポコニャン!バルーン』にもCPシステムが使用されている。また1994年に当社とトーゴ、シグマのトリプルネームで発売されたモグラ叩きゲーム『拳聖土竜』（けんせいもぐら）のビデオ部分にCPシステムが用いられている。

## トピック
CPシステム第1弾として登場した『ロストワールド』は、独特でインパクトのあるローリングスイッチを備えていたが、このローリングスイッチをCPシステムと呼ぶと誤って解釈した人がいたらしい。
当時カプコンで開発の中心にいた岡本吉起（現 株式会社オカキチ代表取締役社長）と西谷亮（現 株式会社アリカ代表取締役社長）の対談によると、CPシステムは世間的にはたくさん売れていたことから凄いハードだと思われていたかもしれないが、作っている自分たちからすれば、当時の他社のハードと比較して「ぶっちゃけ当時で最低ライン」「下の中くらい…かな？」「回転も縮小も無い何年も型落ちしたハード」だったと振り返っている。
このような環境下であったものの、開発側はだからこそ工夫してなんとかしてやろう、どう見せたら他の会社に追いつくか？を指標に試行錯誤し、西谷は「無い物をいかに見栄えを良くするかというのがもの凄い勉強になった」とコメントし、岡本も当時現場では「竹槍でB-29を落とす」と比喩していたが、後にヒット作品を多く輩出したことから「バンバン落ちてたよな？」「努力でB-29に届くぞ」と当時を振り返っている。